# Piazza Antonio Gramsci (Sienne)

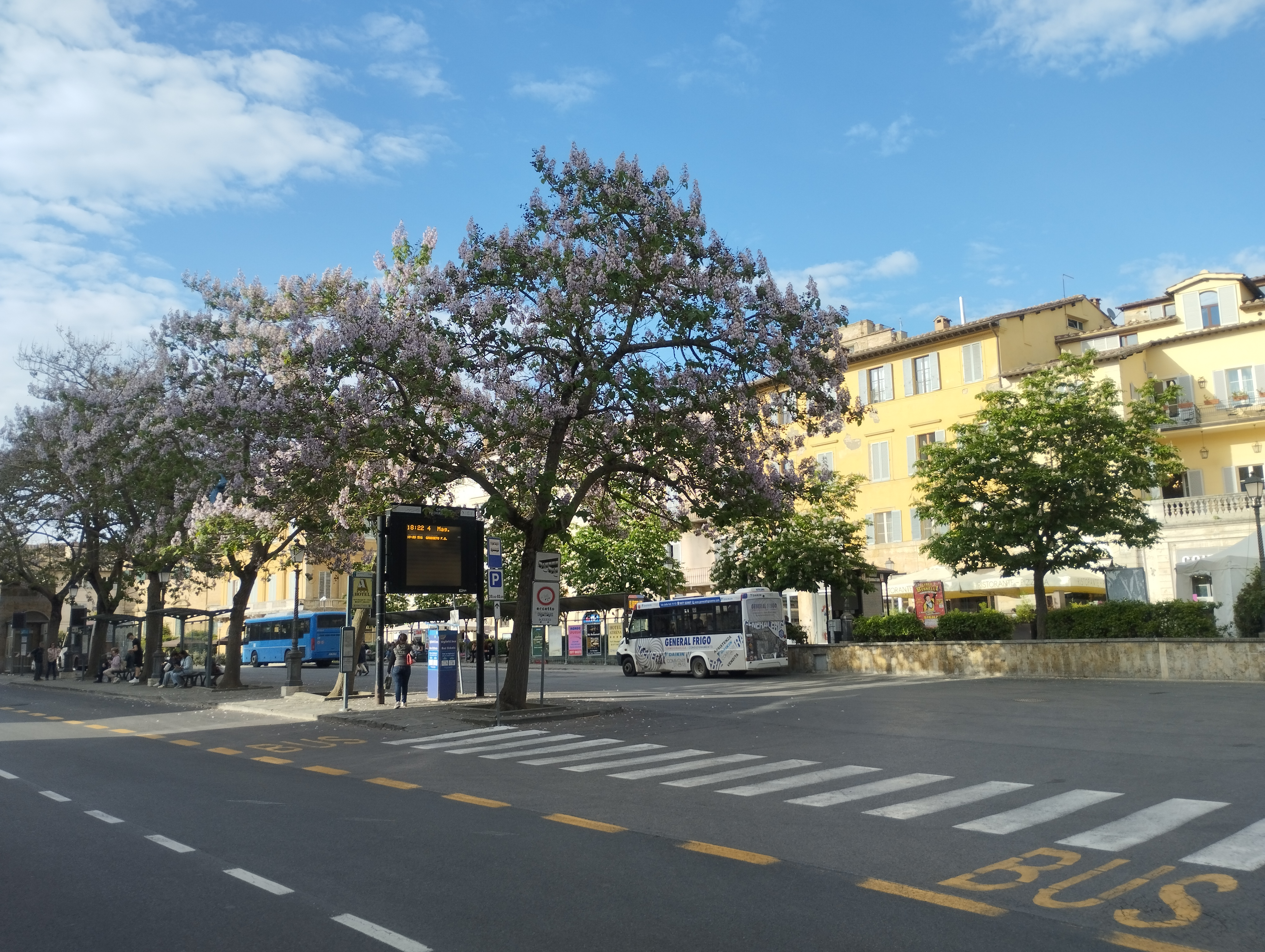
Piazza Antonio Gramsci

La Piazza Antonio Gramsci est un des places de Sienne. Elle est située au nord du centre historique de la ville et sa particularité est d'être la gare routière la plus proche du Duomo de Sienne, et, pour cela, elle est très connue des touristes voyageant entre Sienne et Florence en bus empruntant la « FI-SI », la route à grande circulation de la région.
Bordée par le viale Tozzi, ses guichets sont situés sous la place. 